# Beneš & Mráz
Beneš & Mráz (ook wel bekend als Beneš-Mráz; voluit Beneš & Mráz Továrna na Letadla, wat Beneš & Mráz fabriek voor Vliegtuigen betekent) was een Tsjechoslowaakse vliegtuigbouwer. Het is opgericht door Pavel Beneš en Jaroslav Mráz in Choceň, in het huidige Tsjechië in februari 1935. Tot de Duitse bezetting produceerde Beneš & Mráz een serie van lichte vliegtuigen van eigen ontwerp. Tijdens de Duitse bezetting werden er Fieseler Fi 156 Storch’s en leszweefvliegtuigen gebouwd voor de Luftwaffe. Na de Tweede Wereldoorlog werd de fabriek opnieuw opgebouwd als Mráz.

## Lijst van vliegtuigen
- Beneš-Mráz Be-50 Beta-Minor
- Beneš-Mráz Be-51 Beta-Minor
- Beneš-Mráz Be-52 Beta-Major
- Beneš-Mráz Be-56
- Beneš-Mráz Be-60 Bestiola
- Beneš-Mráz Be-150 Beta Junior

- Beneš-Mráz Be-156
- Beneš-Mráz Be-250 Beta Major
- Beneš-Mráz Be-251
- Beneš-Mráz Be-252 Beta-Scolar
- Beneš-Mráz Be-352
- Beneš-Mráz Be-501

- Beneš-Mráz Be-502
- Beneš-Mráz Be-550 Bibi
- Beneš-Mráz Be-555 SuperBibi
- Beneš-Mráz C-7 (Fieseler Fi 156 Storch - licentie)
- Beneš-Mráz D-2 (Fieseler Fi 156 Storch - licentie)